# Saint-Sébastien (Creuse)
Saint-Sébastien is een gemeente in het Franse departement Creuse (regio Nouvelle-Aquitaine) en telt 703 inwoners (2004). De plaats maakt deel uit van het arrondissement Guéret.

## Geografie
De oppervlakte van Saint-Sébastien bedraagt 25,4 km², de bevolkingsdichtheid is 27,7 inwoners per km².

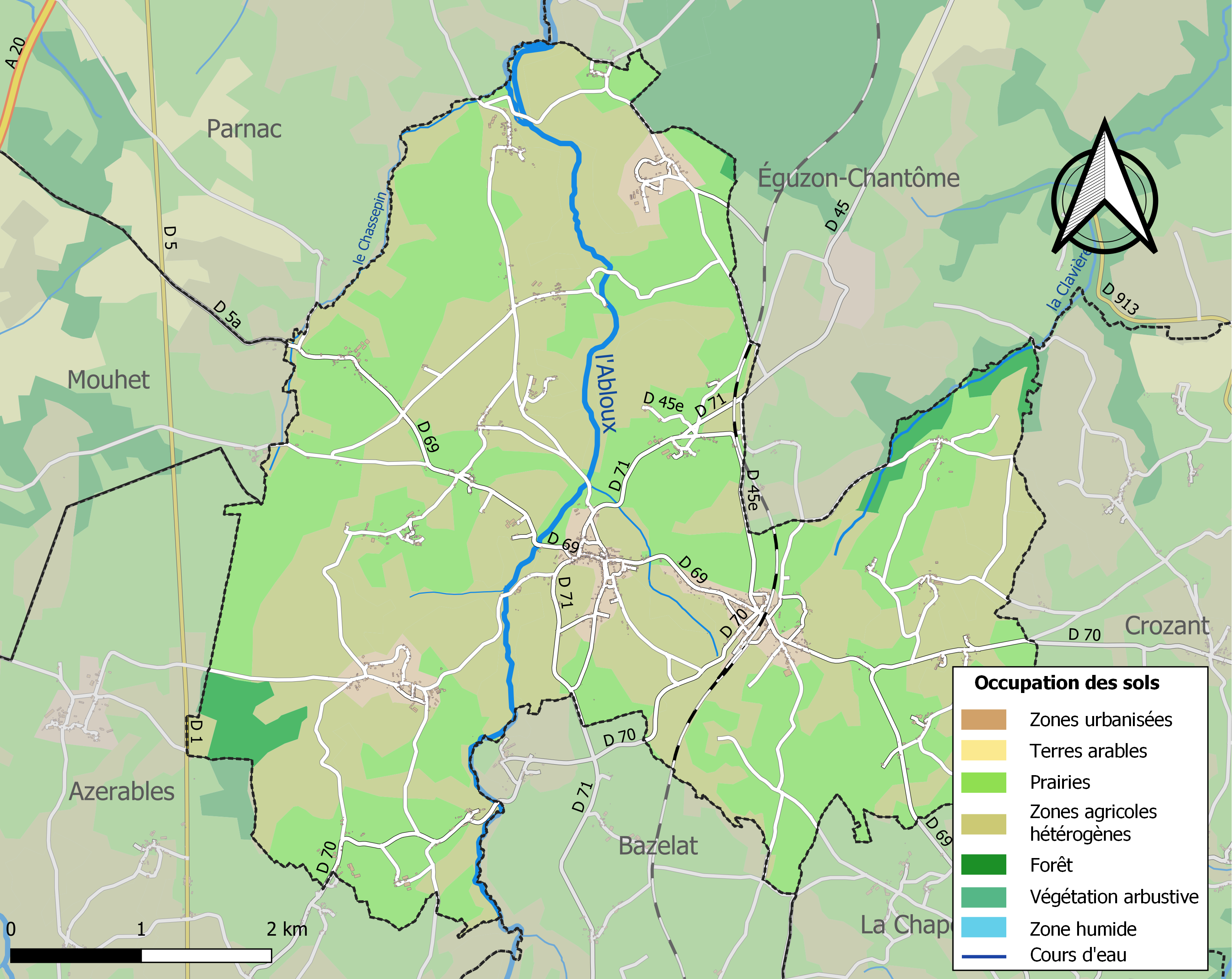
Kaart van de gemeente met de belangrijkste infrastructuur, bodemgebruik en omliggende gemeenten

## Verkeer en vervoer
In de gemeente ligt spoorwegstation Saint-Sébastien.

## Demografie
Onderstaande figuur toont het verloop van het inwonertal (bron: INSEE-tellingen).